# Avocado

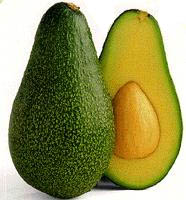
Avocado (fruct)

Avocado este un arbore originar din Mexic și Guatemala (America Centrală), clasificat cu floarea din familia Lauracee împreună cu camforul, scorțișoara și dafinul. Atât fructul cât și arborele sunt comestibile iar avocado se referă și la fructul acestui copac. Din fruct se face renumita pastă guacamole.
Avocado are cea mai mare capacitate totală de protejare a grăsimilor din orice fruct sau legumă. De asemenea, este bogat în diferite tipuri de vitamina E, este un depozit puternic pentru carotenoide, precum luteina și o sursă abundentă de grăsimi sănătoase.

## Utilizări
Din avocado se fac, printre altele: măști de ten, diverse specialități culinare, ornamente, dulciuri (mai rar), se folosesc uneori în torturi dar nu prea des, în medicină, etc.

### În cosmetică
Avocado se folosește pentru măștile de ten care revigorează tenul și îl fac să pară mai tânăr.
Pe lângă asta, din el se mai fac șampoane și alte lucruri de mare valoare, făcându-l popular într-un anumit fel, pentru cosmetică. E o plantă importantă pentru industria cosmetică cât și farmaceutică, alături de aloe vera.

### Delicii culinare

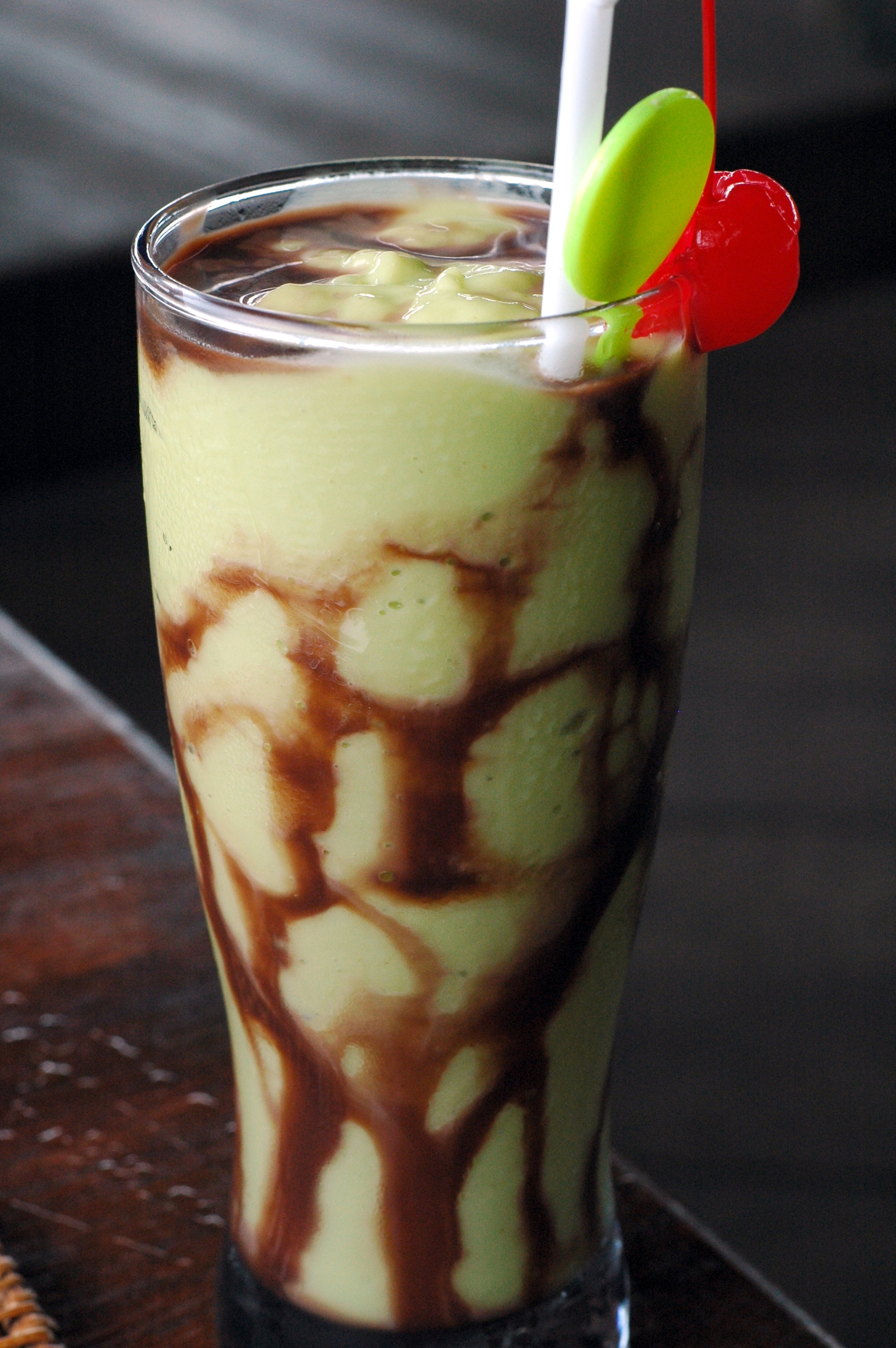
Milkșake în stil indonezian de avocado cu sirop de ciocolată

Din avocado se fac rareori milkshake-uri, dar renumită este pasta de avocado, Guacamole. Avocado se mai folosesc în salate și rareori ori niciodată în dulciuri deoarece nu conține zaharuri. Nu foarte renumită este rețeta de înghețată de avocado, fără prea multe zaharuri, care se consumă în unele țări.

## Planta
Este probabil originară din Peru iar planta crește înaltă de 10-25 de metri, fructele lui neavând o perioadă exactă, fructele putând fi consumate în  orice anotimp al anului. Fiind o plantă tropicală, fructele se coc în orice anotimp, cel puțin în California, de aceea putem întâlni avocado în supermarketuri în orice timp al anului.

## Etimologie
Cuvântul "avocado" derivă din cuvântul spaniol AguaCate, care derivă din cuvântul Nahuatl āhuacatl [awakatɬ], care duce înapoi spre cuvântul proto-Aztec *pa:wa care totodată înseamnă "avocado".

## Cultivare

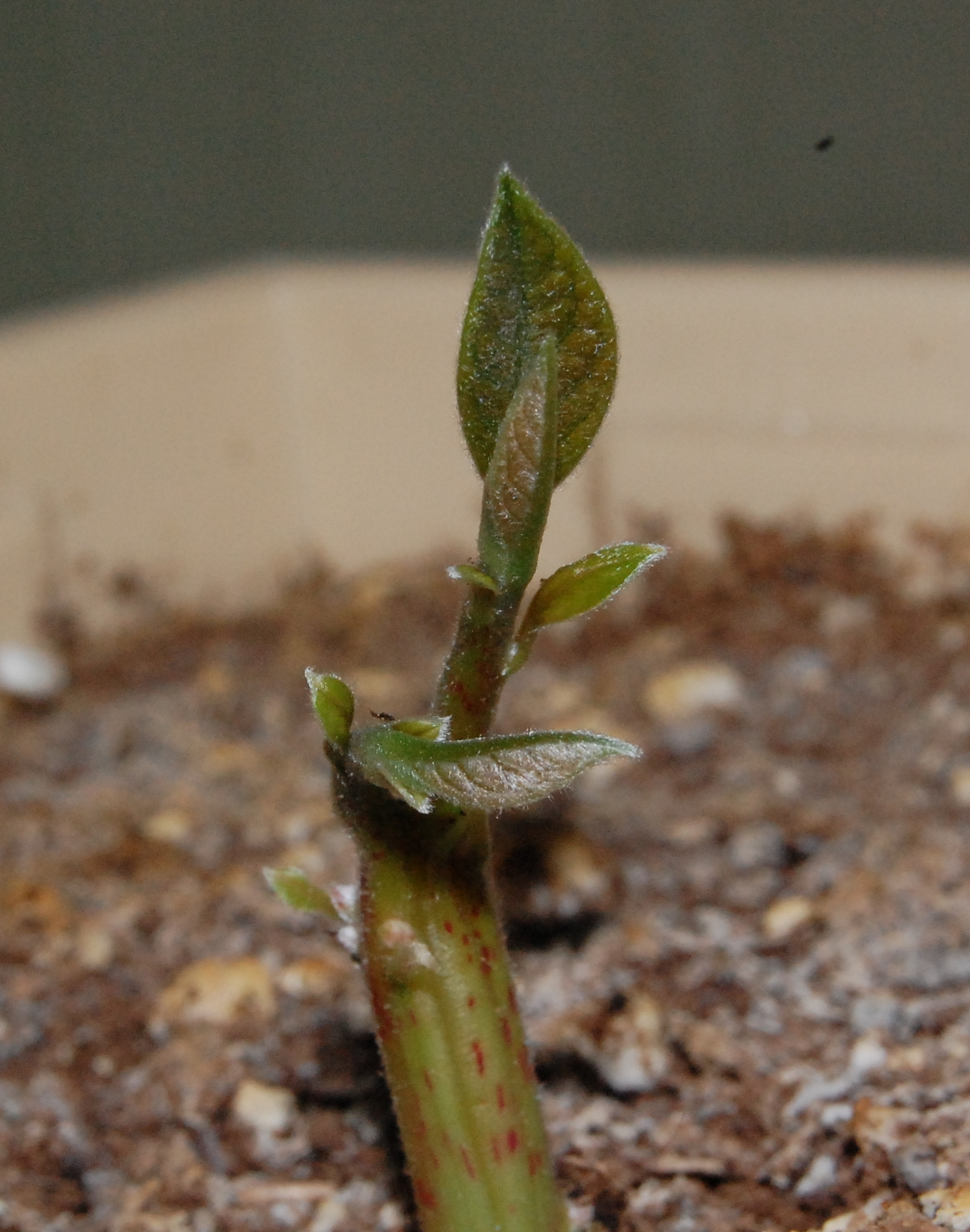
Un răsad tânăr de avocado

Se înmulțește prin semințe și prin butășire. Deși nu este un fruct foarte apreciat în România, mulți români îl înmulțesc deoarece este o plantă decorativă cu frunze închise la culoare.

## Mari țări producătoare
| Principalele țări producătoare de avocado | Principalele țări producătoare de avocado |
| ----------------------------------------- | ----------------------------------------- |
| Mexic                                     | 1.264,14                                  |
| Chile                                     | 368,56                                    |
| Republica Dominicană                      | 295,08                                    |
| Indonezia                                 | 275,95                                    |
| Columbia                                  | 215,32                                    |
| Peru                                      | 212,85                                    |
| Statele Unite ale Americii                | 205,43                                    |
| Kenya                                     | 201,47                                    |
| Brazilia                                  | 160,37                                    |
| Rwanda                                    | 143,28                                    |
| China                                     | 108,50                                    |
| Guatemala                                 | 91,47                                     |
| Spania                                    | 83,42                                     |
| Republica Congo                           | 83,21                                     |
| Venezuela                                 | 81,59                                     |
| Israel                                    | 75,28                                     |
| Africa de Sud                             | 75,23                                     |
| Camerun                                   | 69,53                                     |
| Alte țări .                               | 17 %                                      |
| Total Mondial                             | (peste) 3.200 tone x 1000                 |

De asemenea cresc și pe unele insule tropicale singuratice, acolo unde au ajuns, probabil prin natură sau prin mod accidental din vina oamenilor. Mai cresc sălbăticiți prin pădurile tropicale.

## Export
Afacerea cu Avocado este una profitabilă în țările tropicale sărace deoarece avocado se exportă în toată lumea, fiind un fruct cu multe utilizări și foarte sănătos. Țăranii locali din țările sărace obțin un profit mic de circa 20-30% din cultivarea acestei plante, fiind însă destul pentru un necesar mic al familiei.
Însă în statele mai mari și civilizate precum California, se obține un profit uriaș adus statului de aproximativ 70-80%.
Avocado devine încet-încet un fruct din ce în ce mai cultivat și mai apreciat în statele europene.

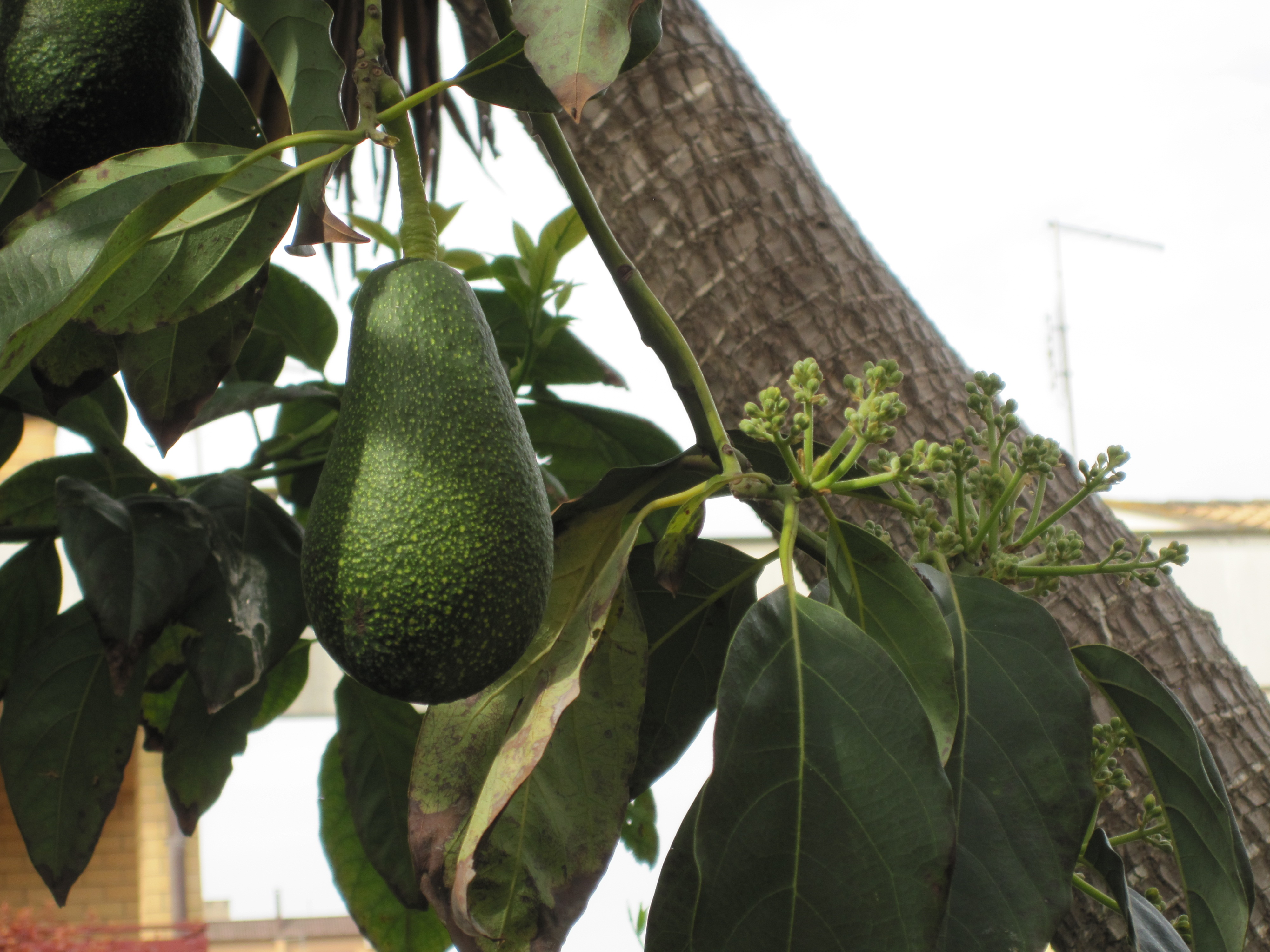
Flori și fructe

## Avocado ca plantă de casă
Pentru germinare, o sămânță de avocado este înfiptă în pământ cu partea inferioară lată până la o adâncime de cel mult 2-3 cm (se recomandă să îndepărtați coaja din sămânță în prealabil).
Puteți germina o sămânță de avocado într-un mod „deschis”. Pentru a face acest lucru, în osul extras din fruct (cu această metodă de germinare, coaja nu este îndepărtată), trei găuri mici sunt străpunse cu grijă în jurul circumferinței la nivelul mijlocului în coaja semințelor (la un unghi de 120). grade), în care se introduc trei chibrituri (sau scobitori). Aceste chibrituri servesc drept suporturi, pentru care fatul este suspendat intr-un pahar cu apa; nivelul apei trebuie menținut constant exact sub os. În curând vor apărea rădăcini, iar când sunt suficiente, osul poate fi plantat într-un ghiveci. De asemenea, puteți pune osul în vată umedă și îl puteți umezi constant. Când osul este împărțit în două părți - îl puteți planta într-un ghiveci. Un mugur va apărea în una sau două săptămâni.